# Gaffes, bévues et boulettes
Gaffes, bévues et boulettes est l'album 11 dans la série originale de Gaston. Il paraît en 1973.
Il contient le gag no 715 paru dans le Spirou no 1777 du 4 mai 1972, scénarisé par Hao.
En 2018, lors de la parution de la nouvelle série de Gaston, son contenu est changé et devient le tome 16.